# Ellipse (cinéma)
Pour les articles homonymes, voir Ellipse.
Figure de style littéraire, l’ellipse possède un équivalent de même nom dans la rédaction des scénarios de films. Il consiste à suggérer une action en montrant simplement ce qui se passe avant et ce qui est observé après. La grande majorité des films se servent d’ellipses pour éviter d'exposer les actions qui n’apportent rien à la narration. C’est pour cela qu’on ne voit pas un personnage aller aux toilettes ou se brosser les dents, sauf si cela permet de compléter la caractérisation de ce personnage. Au-delà de ces ellipses de convenances, liées à des périodes morales et à des modes, d’autres sont utilisées pour faire avancer le récit, pour le rythmer, voire pour le compliquer.

## Histoire
Dans le cinéma primitif des années 1890, la majorité des films sont composés d’une seule prise de vues, ce qu’on appellera plus tard un plan. William Kennedy Laurie Dickson, le premier réalisateur de films visionnés sur une machine individuelle, Louis Lumière celui des deux célèbres frères qui a réalisé les premiers films photographiques projetés sur grand écran, Alice Guy, tous ont conçu leurs films en une seule prise de vues. Toute action est vue intégralement et dure le temps du passage dans la caméra d’un bobineau de pellicule vierge (10 à 20 mètres, soit de trente secondes à une minute). Il n’est alors question d’aucune sorte d'ellipse, mais quelques exceptions existent. Ainsi, dans Barque en mer (1896), un opérateur de la Société Lumière filme une barque s’approchant de la côte. Le ressac retarde l’opération, et l’opérateur, comprenant que son bobineau de moins d’une minute ne va pas suffire pour impressionner la scène jusqu’à l’accostage de la barque, arrête de mouliner sa manivelle. Quand l’esquif est tout près, il continue sa prise de vues. Le négatif comporte deux plans, aux cadrages distincts, reliés par une « collure » (soudure à l'acétone) après développement, et Barque en mer, ainsi que d’autres « vues photographiques animées » (comme les frères Lumière nommaient les films) est présenté au public sous la forme de deux plans consécutifs. Malgré tout, ces ellipses avant l'heure n'ont pas été perçues en tant que telles par les contemporains.
Ce sont les réalisateurs britanniques de l’école de Brighton, notamment George Albert Smith, qui ont innové en apportant au cinéma ce qu’ils connaissaient déjà des dessins sur plaques de verre, projetés par des lanternes magiques, une activité de « lanterniste » qu’ils pratiquaient parallèlement à la photographie. « Si les ombres chinoises, restées fidèles comme les marionnettes à l’esthétique théâtrale, ignorèrent les variations de point de vue [changement de l’axe de prise de vues, ndlr], certaines histoires en images, voisines des célèbres images d’Épinal, les adoptèrent dès les débuts du XIXe siècle. Ces histoires illustrées furent adaptées, sous une forme à peine différente, dans les lanternes magiques. »
En 1900, George Albert Smith, avec Ce qu'on voit dans un télescope et surtout La Loupe de grand-maman, ainsi que James Williamson, avec Attaque d'une mission en Chine en 1900 et The Big Swallow en 1901, découvrent « que le plan est l’unité créatrice du film. Il n’est pas seulement “une image”, il est l’outil qui permet de créer le temps et l’espace imaginaires du récit filmique, au moyen de coupures dans l’espace et dans le temps chaque fois que l’on crée un nouveau plan que l’on ajoute au précédent. »
Grâce au découpage en plans de l’espace filmé, le temps peut être transformé, rallongé ou diminué, et ce qu’on appellera plus tard l’effet Koulechov permet de conserver le sens d’une action en passant sur une autre action qui complète ce sens. L’ellipse est une application de cette possibilité des récits filmiques, adaptée au cinéma à la charnière des XIXe et XXe siècles.
Ainsi, James Williamson réalise Fire! en 1901, où il utilise l’ellipse sous deux formes. D’abord, après avoir montré un policier découvrant un incendie naissant et prévenant le centre de secours, puis dans une chambre un homme surpris par l’incendie, il décrit les préparatifs des pompiers qui attellent en toute hâte leurs échelles et pompes. James Williamson, estimant que l’opération est fastidieuse, a recours à un procédé original : il coupe à l’intérieur des prises de vues pour ne montrer que les moments clés, créant ainsi des plans sur plans, avec plusieurs ellipses temporelles (en anglais : jump cuts). Puis, en abandonnant les pompiers et leurs attelages galopant dans les rues, pour aller directement dans la chambre rejoindre l’homme prisonnier des flammes, « James Williamson crée en même temps une ellipse spatiale et un suspense. Faire une ellipse spatiale, c’est choisir par exemple de ne pas montrer l’espace parcouru par d’autres personnages qui cherchent à rejoindre le personnage en danger. James Williamson enferme le spectateur avec le personnage menacé par une mort affreuse et ne lui donne aucune information sur ce qui se passe à l’extérieur, et qui pourrait éventuellement le rassurer. Cette ellipse spatiale crée le suspense, c’est-à-dire une suspension du temps par accumulation d’espace, ce qui crée l’angoisse, et provoque l’identification avec le personnage, puisque, si l’on a vu les secours quitter la caserne, on ne les voit pas arriver devant la maison en feu, et le spectateur, comme l’homme en danger, viennent à douter que les secours puissent arriver à temps. »
Mais le jump-cut, ellipse temporelle, sera banni des films pendant une soixantaine d’années, présenté comme une erreur stylistique de débutant. C’est Jean-Luc Godard, dans À bout de souffle, qui relancera ce procédé de course en avant. L’ellipse spatiale, quant à elle, sera codifiée dans sa présentation, d’abord, dans le cinéma muet, par des intertitres, précisant pour les spectateurs la partie de déplacement qui a été supprimée. Il est vrai qu’un film d’aujourd’hui qui serait présenté aux spectateurs du cinéma primitif leur serait difficilement compréhensible à cause de l’usage systématique et abrupt que les cinéastes font actuellement des ellipses temporelles et spatiales. Ainsi, le simple fait de quitter un personnage qui a décidé de se rendre en un lieu et de le voir aussitôt dans sa voiture les plongerait dans un abîme de réflexion. Comment s’est-il rendu aussi vite de chez lui à l’intérieur de sa voiture ? Et d’abord, où était donc rangée cette voiture ? Les spectateurs contemporains sont en revanche habitués aux sautes dans le temps et dans l’espace. C’est plutôt la redondance des actions qui leur est insupportable.

## Utilisation des ellipses
L’effet-bus, utilisé dans les films d’épouvante à partir de Jacques Tourneur qui en fait la première utilisation dans La Féline en 1942, repose en partie sur l’utilisation de l’ellipse.
- 2046 de Wong Kar-wai est entièrement construit sur une série d'ellipses.

- À bout de souffle de Jean-Luc Godard : Séquence sur la terrasse des Champs-Élysées  lors du monologue de Patricia (Jean Seberg).

- Amadeus : Salieri laisse entendre à la cantatrice qu'elle ne chantera certainement pas dans le prochain opéra de Mozart, qui se passe dans un bordel. La scène suivante la montre chantant L'Enlèvement au sérail.

- Les Tontons flingueurs : Fernand Naudin (Lino Ventura), en réponse au sarcasme d'un invité, pose sa sacoche. L'image suivante montre le persifleur assommé dans sa voiture de sport.

- L'Homme de Rio : on demande à Adrien Dufourquet (Belmondo) quelle couleur il préfère pour la voiture qu'on va lui fournir. Excédé, il répond : « Rose, avec des étoiles vertes ! » La scène suivante le montre roulant dans une telle voiture.

- Moi y'en a vouloir des sous : à la suite du succès de ses entreprises, Benoît Lepape (Jean Yanne) est élu président du conseil national du patronat. Son prédécesseur le félicite chaudement, et lui demande à quelles nouvelles acquisitions d'entreprise il va maintenant procéder. La scène suivante montre celui-ci chassé de sa société d'électronique, pendant qu'on y pose un nouveau panonceau : Électronique Benoît Lepape.

- Chacal : toutes les séquences d'action sauf la dernière sont suggérées par des ellipses, ce qui met en relief le caractère froidement déterminé du tueur.

- 2001, l'Odyssée de l'espace : un saut de plusieurs centaines de milliers d'années alors qu'un os est lancé en l'air par un primate à l'« aube de l'humanité » pour se « transformer » en satellite dans l'espace.

- The Hours de Stephen Daldry met en relation les destins de  trois femmes dans trois époques différentes. L’ellipse est fondée sur le  récit d’une de ces femmes mettant en scène l'une des deux autres.